# تکیه میر قطب
تکیه میر قطب مربوط به دوره قاجار است و در یزد، بلوار امامزاده جعفر، کوی میرقطب واقع شده و این اثر در تاریخ ۱۰ خرداد ۱۳۸۲ با شمارهٔ ثبت ۹۱۱۲ به‌عنوان یکی از آثار ملی ایران به ثبت رسیده است.